# هخشتت
هخشتت (به فرانسوی: Hochstett) یک کمون در فرانسه با جمعیت ۳۲۹ نفر است که در Canton of Haguenau واقع شده‌است.